# Rise and Fall: Civilizations at War
Rise and Fall: Civilizations at War (tạm dịch: Sự Trỗi dậy và Suy tàn: Chiến tranh giữa các nền Văn minh) là trò chơi máy tính chiến thuật thời gian thực được hãng Stainless Steel Studios và Midway Games phát triển, game phát hành vào ngày 12 tháng 6 năm 2006. 
Rise và Fall lấy đề tài quen thuộc là các đế chế cổ xưa trong lịch sử nhân loại. Tuy nhiên, không đa dạng như trong game Empire Earth, các nền văn minh góp mặt trong R&F được rút gọn chỉ còn bốn: La Mã, Hy Lạp, Ba Tư và Ai Cập. Bên cạnh đó, còn có sự xuất hiện của một số nền văn minh nhỏ (do máy điều khiển) như người Gô-loa (Gaul). Nội dung chính của trò chơi sẽ xoay quanh sự phát triển, xung đột cũng như các cuộc chinh phục, bành trướng thế lực và lãnh thổ giữa các đế chế với nhau. Cách chơi của game có thể khái quát trong ba nhân tố: các trận công thành, thủy chiến và sự hiện diện của các anh hùng (hero). Trong Rise và Fall, có hai chiến dịch: một là sau cuộc chinh phục của Alexander Đại đế, hai là cuộc chiến đấu giải phóng hư cấu của Ai Cập do nữ hoàng Ai Cập Cleopatra dẫn đầu.
Trong quá trình phát triển của game, Stainless Steel Studios bị đóng cửa. Họ từ bỏ tất cả các game đang trong giai đoạn phát triển, bao gồm Rise and Fall, đang gần hoàn thiện. Rick Goodman, người sáng lập của Stainless Steel và là trưởng nhóm thiết kế của Rise and Fall, báo cáo với Midway ngừng tài trợ game này khi ngày phát hành game được đẩy trở lại vài tháng. Midway sau đó quyết định tự hãng sẽ hoàn thành game. Nhận xét của game rất hỗn tạp, và giành được hai giải thưởng, được thương mại hóa thành công tại Vương quốc Anh.
Vào ngày 16 tháng 10 năm 2008, Midway phát hành miễn phí phiên bản hỗ trợ thêm của game, dưới sự trợ giúp của Lực lượng Không Quân Mỹ.

## Cách chơi
Nội dung chính của trò chơi sẽ xoay quanh sự phát triển, xung đột cũng như các cuộc chinh phục, bành trướng thế lực và lãnh thổ giữa các đế chế với nhau. Cách chơi của game có thể khái quát trong ba nhân tố: các trận công thành, thủy chiến và sự hiện diện của các anh hùng (hero).
Mang đặc trưng của toàn bộ thể loại RTS, kết hợp góc nhìn thứ ba khi điều khiển anh hùng và góc nhìn thứ nhất khi ở giao diện chung, gameplay của Rise and Fall khá độc đáo mà ít game khác có được. Mục đích của game là tiêu diệt đối thủ, được thực hiện bằng quản lý vi mô xây dựng căn cứ và sau đó đào tạo quân đội để tiêu diệt vị trí của đối phương. Có thể sử dụng cả trên bộ lẫn trên biển, cho phép thực hiện các chiến lược khác nhau, bao gồm cả chiến tranh đổ bộ. như ở hầu hết các game RTS, đơn vị chiến đấu có thể sử dụng công thức khắc chế lẫn nhau là phương pháp kéo, búa, bao có nghĩa là một số binh sĩ có nhiều khả năng đánh bại một loại kẻ thù,. Và có thể bị đánh bại bởi số khác(ví dụ kỵ binh đánh bại cung thủ, cung thủ đánh bại lính cầm giáo, lính cầm giáo đánh bại kỵ binh)
Đơn vị quân sự trong Rise and Fall có thể hợp thành nhóm như Bộ binh, Kỵ binh, đơn vị đặc biệt, vây thành hoặc Hải quân. Bộ binh, Kỵ binh và một số loại đơn vị đặc biệt sẽ tự động tập hợp thành nhóm tạo thành đội hình, nhóm binh lính sẽ nhận được điểm thưởng tấn công và phòng thủ khi có ít nhất tám loại đơn vị xuất hiện, số lượng tối đa của một đội hình đơn vị là 64 người. Khả năng tấn công, phòng thủ, tốc độ của đơn vị, và phạm vi khác nhau, tùy thuộc vào nhiều yếu tố, tùy theo nền văn minh; loại hình đơn vị; các nâng cấp được mua dù cho không nằm trong đội hình. Có ba loại tài nguyên trong game là gỗ (wood), vàng (gold), và danh tiếng (glory) được sử dụng để xây dựng công trình, đào tạo đơn vị, mua các loại nâng cấp riêng, nguồn tài nguyên thứ tư là sức chịu đựng (stamina) được sử dụng khi kích hoạt "chế độ anh hùng". Gỗ và vàng được gửi vào settlement (khu định cư), oặc một trong các nâng cấp khác nhau của họ, chẳng hạn như các town centers (trung tâm thị trấn). Điểm danh tiếng có được bằng cách xây dựng và chiến đấu, và khi các đơn vị anh hùng tiêu diệt kẻ thù sẽ tích lũy được sức chịu đựng. Trong một số game RTS, nâng cấp, đôi khi được gọi là "thời đại" (Age) -có sẵn đại diện cho một khoảng thời gian hoặc cấp độ công nghệ.

Giao diện trong Game

Trong lịch sử chiến tranh nhân loại, các trận công thành luôn là những trận chiến quyết liệt và hoành tráng, đóng vai trò rất lớn trong việc thay đổi cục diện các cuộc chiến. Stainless Steel Studios thấy được nét hấp dẫn đó nên đã mạnh dạn đầu tư để tái hiện các trận công thành một cách hoành tráng và chân thật nhất. Cả bên công lẫn thủ đều được trang bị đầy đủ các chủng loại quân cùng rất nhiều binh khí. Các trận chiến trong game diễn ra tương đối ác liệt, mang đậm phong cách chiến tranh thời cổ đại, nhất là các trận vây hãm, công thành, phe công thành sẽ có các cỗ máy bắn đá đầy uy lực, có thể phá nát cả một mảng tường thành của đối phương; cùng các tháp chở lính, máy phá cửa cũng như thang leo tường để sẵn sàng áp sát thành trì đối phương bất cứ lúc nào, phe trấn thủ thì dàn xạ thủ trấn giữ trên các đỉnh tường thành sẵn sàng tiêu diệt đối phương trong tầm ngắm, hay những toán quân bảo vệ chờ sẵn dưới chân tường thành, chực chờ hất tung các thang leo cũng như phá vỡ các tháp chở lính của đối phương, và đặc biệt là các cỗ máy Archimedes Claw, một dạng máy ròng rọc tương tự như cần cẩu, có thể móc kéo các tàu chiến hay cỗ máy của đối phương lên không, rồi "dập" mạnh xuống khiến chúng vỡ tan tành.
Một điểm thú vị đầy hứa hẹn nữa trong game là những trận thủy chiến đầy kịch tính và không kém phần khốc liệt so với các trận chiến trên bộ. Người chơi sẽ có cơ hội chỉ huy cả một hạm đội chiến thuyền hàng chục chiếc, giao tranh cùng đối phương trên biển để mở đường tấn công vào đất liền. Nhà sản xuất quyết tâm tạo một cú đột phá trong việc thể hiện các trận chiến dưới nước bằng việc bổ sung hàng loạt tính năng mới lạ và hấp dẫn. Trong vai trò là người chỉ huy hạm đội, người chơi có thể vạch ra các chiến thuật tác chiến như tung neo móc tàu đối phương, kéo lại gần rồi cho quân xông qua tiêu diệt; nếu tàu của bạn có đội cung thủ, họ có thể dùng tên lửa bắn cháy tàu đối phương từ xa; hoặc nếu thích, thậm chí người chơi có thể chơi kiểu húc thẳng tàu của mình vào tàu đối phương, hất toàn bộ thủy thủ đoàn của đối phương xuống nước, làm mồi cho các cung thủ đang giương tên đợi sẵn.
Rise and Fall sử dụng một khái niệm tương tự. Khi nâng cấp cho các anh hùng được gọi là "Cấp độ" (Level) trong game này-được mua với điểm danh tiếng, công nghệ mới, nâng cấp, đơn vị, và các cố vấn được mở khóa. Cố vấn (Advisor) trả bằng điểm danh tiếng sẽ cung cấp cho nền văn minh những lợi ích cụ thể và tiền thưởng cho quân đội của người chơi và nền kinh tế. Tiền đồn (Outpost), được canh gác bởi những binh sĩ có trí thông minh nhân tạo (AI) được thực hiện tự động đóng một phần quan trọng trong Rise and Fall. Chinh phục các tiền đồn làm tăng số lượng đơn vị đào tạo từ các tòa nhà quân sự hoặc tàu, trong khi không làm tăng lên giá mua của họ. Những người bảo vệ tiền đồn, tuy nhiên, bảo vệ nó, và xuất hiện lại cho đến khi tiền đồn được người chơi dựng lên, một khi bị chiếm, họ sẽ bảo vệ tiền đồn từ các cuộc tấn công của kẻ thù.
Điểm thật sự đặc biệt và độc đáo của Rise and Fall là "chế độ anh hùng"(hero mode), người chơi có thể hóa thân vào vị tướng của từng phe. Ứng với mỗi nền văn minh, người chơi sẽ được gặp lại những người hùng có thật trong lịch sử như Julius Caesar, dũng sĩ Achilles, Alexander Đại Đế, Pharaoh Ramses và nữ hoàng Ai Cập Cleopatra. Mỗi anh hùng sẽ có những kỹ năng đặc trưng. Khi kích hoạt chế độ anh hùng, toàn bộ giao diện của trò chơi sẽ chuyển hoàn toàn sang góc nhìn thứ ba, một số anh hùng ví dụ như Cleopatra có thể phóng to xa hơn bằng cây cung, cho phép người chơi nhắm mục tiêu như trong một game góc nhìn thứ nhất. Trong chế độ anh hùng, đơn vị anh hùng trở nên mạnh mẽ hơn, càng tham chiến nhiều, hero sẽ được nâng cấp cao hơn. Khi đó, không chỉ hero mạnh mẽ hơn mà vương quốc của người chơi sẽ có thêm nhiều lựa chọn nâng cấp mới để phát triển hùng mạnh hơn. Để sử dụng chế độ này yêu cầu một lượng sức chịu đựng (Stamina) cần thiết, tuy nhiên bị mất một cách nhanh chóng trong thời gian hoạt động. Việc người chơi lâu nhất trải qua trong chế độ anh hùng khác nhau với các mức độ khả năng chịu đựng, gia tăng nâng cấp cho anh hùng. Để đảm bảo tính cân bằng trong game, chế độ anh hùng chỉ được sử dụng ít hơn nhiều so với chế độ RTS. Mỗi nền văn minh có hai anh hùng để lựa chọn, thường là một nhà lãnh đạo nổi tiếng trong lịch sử, chẳng hạn như Julius Caesar, nhưng đôi khi liên quan đến thần thoại, chẳng hạn như Achilles.

Trận chiến trong Game

Trong Rise and Fall cho phép người chơi có thể chơi được cả hai chế độ là chơi đơn (single-player) và nhiều người chơi (multiplayer). Trong chế độ chơi đơn, chỉ có một nghười chơi duy nhất phải chống lại bảy đối thủ máy còn lại. Nếu có nhiều hơn hai người chơi sẽ chơi, họ có thể được chia thành các nhóm (team) có thể được chọn để thể là thường xuyên hoặc có thể quản lý trong khi chơi game bằng cách sử dụng ngoại giao. Các tuỳ chọn khác có sẵn trước khi bắt đầu game bao gồm "năng lực dân số", số lượng đơn vị lính được huấn luyện và 24 bản đồ để lựa chọn, các thiết lập khó khăn gồm số lượng nguồn tài nguyên được cho ở lúc đầu; màu sắc và nền văn minh của tất cả người chơi. Chế độ nhiều người chơi trong Rise and Fall được hợp thành và vận hành thông qua GameSpy, và có thể được chơi bởi bất cứ ai đã cập nhật phiên bản của game. Người chơi có thể lưu trữ hoặc tham gia các trận đấu thông qua mạng Internet hoặc mạng LAN. Các máy chủ của trò chơi chọn các tùy chọn, trong khi những người tham gia game hoặc đồng ý với các điều kiện, hoặc từ chối họ, trận đấu bắt đầu khi tất cả người chơi đồng ý với các điều khoản của máy chủ. Mỗi người chơi có thể chọn nền văn minh riêng và màu sắc của mình, và không được yêu cầu máy chủ thay đổi chúng. Chế độ nhiều người chơi được thảo luận trên các diễn đàn của Rise and Fall Heaven, một fansite game chiến lược khá phổ biến. Đã nói rằng khá nhiều người chơi không thường xuyên chơi chế độ này, do một vài khó khăn khi bắt đầu trận đấu và có khi trận chiến kéo dài gây nản lòng. Trong suốt game, các quy tắc của trận chiến thường bị phá vỡ bởi một hoặc nhiều người chơi, dẫn đến sự chán chản của người chơi. Mặc dù có những hạn chế, một số người chơi nói rằng chỉ một vài người trong số họ chơi chế độ nhiều người chơi.

## Chiến dịch
Rise and Fall bao gồm hai chiến dịch, được chia thành từng màn chứa 2-4 chương, từng chương gồm một trận chiến và một phim dựng theo kiểu điện ảnh. Chiến dịch đầu tiên đề cập đến Alexander Đại đế thực hiện nhiệm vụ đánh bại lòng trung thành của anh trai ông, và tướng Ba Tư là Memnon. Chiến dịch thứ hai kể về Cleopatra, và nỗ lực của bà nhằm đẩy lùi cuộc xâm lược của La Mã do Octavian dẫn đầu.

Chế độ Hero trong Game

Chiến dịch Alexander Đại đế kể lại chi tiết về cuộc chinh phục Châu Á của vị vua trẻ này. Đoạn phim mở đầu bằng cái chết của vua Philip II vương quốc Macedon, cha của Alexander và giới thiệu Alexander như một vị hoàng tử còn ngây thơ, chất phác và chưa sẵn sàng chuẩn bị cho vai trò là kẻ chinh phục, anh luôn bị thách thức bởi các nhiệm vụ thôi thúc trong người. Alexander quyết định làm theo lời khuyên bảo của thầy dạy anh là Aristotle bằng cách dẹp yên cuộc nổi loạn ở Hy Lạp và các thành bang quanh đó, cũng như tạo lòng trung thành với Parmenion. Anh đuổi theo anh trai của mình đã vượt biển trốn sang Ba Tư, và chạm trán chống lại quân đội và hải quân của tướng Memnon. Bị bắt vì sự lừa dối, Alexander quyết liều mạng chiến đấu ở đấu trường của Memnon và trốn thoát thành công. Sau đó anh tập hợp lại quân đội và bắt đầu cướp phá các thành phố của người Ba Tư, và lấy cắp Cung của Heracles, một thứ vũ khí thần thoại có sức mạnh kinh người ở một đền thờ địa phương. Alexander rốt cuộc bắt được anh trai mình và hành hình ngay lập tức. Cuối cùng, trong cuộc vây hãm Týros, Alexander đánh bại được Memnon, và giành lại được vương quốc của riêng mình. Đến nay, Alexander đã trưởng thành, và binh sĩ hò reo tung hô anh nhằm bày tỏ sự kính mến với vị vua mới của vương quốc.
Trọng tâm của chiến dịch Cleopatra là nhân vật Cleopatra VII và những nỗ lực nhằm chống lại một cuộc xâm lược của người La Mã do Octavian chỉ huy. Trong khi đạo quân La Mã đã giành được quyền kiểm soát nhiều lãnh thổ của Ai Cập, Cleopatra và người tình Mark Antony, cùng anh trai cô là Ptolemaios còn giữ vững các khu vực chưa bị người La Mã chiếm đóng. Antony nghi ngờ Ptolemaios và tin rằng ông đang liên minh với người La Mã. Trong khi đó, Cleopatra đánh bại nhiều quân đoàn của Octavian, khiến ông gửi một trong những tướng tốt nhất của mình để loại bỏ cô. Sau một chuyến thám hiểm đến xứ Nubia, Cleopatra và người Ai Cập giành được quyền huấn luyện voi chiến, được nữ hoàng Nubian trao tặng. Ptolemaios bị kết tội phản quốc, đúng như Mark Antony nghi ngờ, và ông ra lệnh bắt giam Ptolemaios. Nhưng Ptolemaios đã giết chết lính canh và trốn thoát, rồi bị bắt trở lại. Trước khi bị xử tử, Ptolemaios nói rằng ông không cố ý giết chết lính canh, và chạy trốn là đường sống duy nhất, ông đổ trách nhiệm cho Tor, một chiến binh tu sĩ, đã bí mật liên minh với La Mã và giết chết lính canh của ông. Ngay khi vị chiến binh thầy tu đó nghe được chuyện này đã lập tức giết chết khá nhiều lính canh và định trừ khử cả Mark Antony và Ptolemaios, Mark Antony định tấn công lại nhưng đã quá trễ, Tor nhanh chóng giết chết Mark Antony và bỏ trốn. Nhằm báo thù cho người tình, Cleopatra đã lần theo dấu vết của Tor và giết chết hắn, cùng với nhiều tên phản bội người La Mã và Ai Cập. Viên tướng của Octavian nhanh chóng đuổi tới nơi cùng với đạo quân của mình, nhưng bị đánh bại liên tiếp. Mệt mỏi vì sự bại trận của quân La Mã, Octavian đã cho xử tử viên tướng này trước toàn quân La Mã để làm gương cho những kẻ bại trận. Bản thân Octavian chỉ huy một đạo quân đông đảo tấn công Alexandria và cướp bóc thành phố cho tới khi Cleopatra đến. Sau đó cả hai bên đồng loạt tấn công, cuối cùng nữ hoàng Ai Cập đã giết chết Octavian, nhưng vì vết thương quá nặng, nên đã qua đời sau khi giải phóng Ai Cập khỏi quân xâm lược. Ptolemaios cho chôn cất người em gái xấu số trong một kim tự tháp, và khá nhiều người dân Ai Cập đã tham dự đám tang của Cleopatra nhằm bày tỏ lòng biết ơn cùng sự tiếc nuối đối với vị nữ hoàng Ai Cập.

## Phát triển
Rise and Fall được phát triển chủ yếu bởi Stainless Steel Studios (SSSI) từ năm 2005 đến đầu năm 2006. Stainless Steel được thành lập vào năm 1998., Bởi Rick Goodman và một số nhà thiết kế Age of Empires khác. Trước khi bắt tay vào phát triển Rise and Fall, họ cũng đã phát hành hai tựa game khác khá thành công là Empire Earth và Empires: Dawn of the Modern World. Ngoài ra, họ tạo ra hai engine game là Titan, và phiên bản nâng cấp Titan 2.0.

Thủy chiến trong Game

Rise and Fall sử dụng engine Titan 2.0 để vận hành. Bao gồm nhiều tính năng, chẳng hạn như biên tập kịch bản, đồ họa của game, và trí thông minh nhân tạo. Engine cũng có quyền thiết lập trong chế độ nhiều người chơi, và xử lý tất cả các đối tượng trong thế giới game.
Công cụ biên tập kịch bản cho Rise and Fall cũng tương tự như từng được sử dụng trong Empires: Dawn of the Modern World, mặc dù Stainless Steel tuyên bố đã được cải thiện. Nét đặc trưng của công cụ biên tập Empire Earth được giới thiệu lại trong Rise and Fall, và một vài nét mới được thêm vào khá tốt. Biên tập viên xử lý thực vật được nâng cao, và từng bước cải thiện chuyển động trong game. Ranger, một nhân viên Stainless Steel Studios, thông báo rằng tất cả các đơn vị, bao gồm cả các anh hùng sẽ được chỉnh sửa bằng cách sử dụng nút bấm, trong công cụ biên tập Titan có thể thay đổi số liệu thống kê và các tính năng của đơn vị, cho phép sửa đổi trong game. Công cụ biên tập này cũng cho phép chỉnh sửa các bản đồ cũ, và tạo mới các bản đồ. Nhóm phát triển Rise and Fall tạo ra các chiến dịch được sử dụng và xây dựng trong công cụ biên tập,, có nghĩa là những người đam mê kinh nghiệm và modders của game có thể tùy chọn trong việc tạo ra những nhiệm vụ mới.
Tuy nhiên nhà phát triển đã không hoàn thành trò chơi do việc đóng cửa đột ngột của Stainless Steel. Goodman đổ lỗi cho nhà phát hành Midway Games, không tài trợ cho dự án, dẫn đến sa thải nhân viên. Một bài báo tin tức đăng trên GameSpot về vấn đề này đã ghi "Ông ấy [Goodman] tường trình nói với Gamestar rằng sau khi phát hành game chiến lược PC đã bị đẩy từ tháng mười đến đầu năm 2006, Midway đã cắt tiến độ hoàn thành cho Stainless Steel, do đó hãng đã phải sa thải nhân viên do thiếu kinh phí. " Như cựu lập trình AI Daniel Higgins nói," Điều này đúng, SSSI không còn nữa. Tôi không thể cho biết chi tiết là tại sao, nhưng tôi có thể cho bạn biết sản phẩm đang trong hình dạng tuyệt vời, nhóm đang trong tinh thần cao và đang hoàn thiện dần từng bước một để đưa ra một sản phẩm tốt hơn, và chúng tôi chỉ chờ tuần lễ đĩa vàng " Để hoàn tất game, nhà phát hành Midway đã đưa đến studio San Diego của mình, nơi game được hoàn thành. Như Armchair Empire đã nói trong bài phê bình rằng "Nói chung, Rise & Fall giống như một sản phẩm dở dang. Ngoài ra AI quá bình thường chẳng có chút cải tiến nào cả, sức mạnh của bộ engine chưa được khai thác hết tiềm năng. Sau khi thực hiện chút nghiên cứu nguyên nhân chính là do tai họa tài chính của nhà phát hành Midway. Đã buộc phải đóng cửa quả trứng "vàng" là hãng phát triển Stainless Steel Studios ngừng hoạt động do kinh phí không đủ, Midway tiếp tục hoàn thành các dự án nội bộ, kết quả chỉ mang lại việc đánh bóng các sản phẩm nửa chừng, không đủ sức cạnh tranh với các game bom tấn cùng thời".

## Đón nhận

### Đánh giá
Rise and Fall nhận được lời phê bình với cả điểm tích cực và tiêu cực, với tỉ lệ đánh giá trung bình theo Game Ranking là 65% (Game PC thứ 78 của năm 2006). PC Gamer của Anh gọi nó là "Một canh bạc vàng thuần 24 carat!..." Games Radar cho biết "Đây là game RTS từng lên voi xuống chó…" trong khi Games Radar Anh nói: "Game RTS đã vượt qua được bước quyết định" GameSpot nhận xét rằng "game này xem chừng không biết được những gì nó muốn". IGN nói rằng "…có rất ít lý do để giới thiệu danh hiệu này với các fan của thể loại chiến lược hoặc hành động".
Đồ họa được các nhà phê bình kiểm tra, xem xét kỹ lưỡng, họ ưa thích khi đẩy phần hiệu chỉnh lên mức cao, dù bị chỉ trích khi để ở mức thấp. Games Radar ngưỡng mộ, có nói "Rise & Fall làm tốt khi thể hiện sự chém giết giữa các đơn vị quân sự với nhau trong một môi trường tuyệt đẹp như tranh vẽ..." GameSpy báo cáo rằng "phía sau đường cong"; GameSpot đồng ý, nói rằng: "Các tòa nhà và các đơn vị giống như những khối cứng và vuông vức, số góc cạnh đa giác rất thấp, trong khi kết cấu nhìn rất sần sùi".
Âm thanh trong game được đánh giá ở tình trạng tốt. GameSpot nói về âm nhạc như sau "Âm thanh game tốt hơn, ít nhất, nhờ vào một số âm nhạc rất phù hợp theo phong cách "Đấu sĩ" hoành tráng. IGN báo cáo rằng "Âm nhạc kha khá, và tiếng nói thuyết minh tàm tạm, nhưng hiệu ứng âm thanh cần được cải thiện".
Phần chiến dịch cũng bị chỉ trích, và theo GameSpy "biểu hiện nghèo nàn, những đoạn phim cắt cảnh khó hiểu tràn ngập những đoạn đối thoại tồi tệ và nhân vật dường như có dáng vẻ nghênh ngang cứ như họ đang đi bộ xuống đường chính trong một cuộc đấu súng theo kiểu các bộ phim miền viễn Tây", IGN đồng ý và tường thuật " các đoạn phim cắt cảnh được trình bày như một cơ cấu của mộ bộ phim trước khi trình diễn đè nén dần dẫn đến chất lượng có vấn đề. "GameSpot cho rằng, các cấp độ chỉ yêu cầu anh hùng "... một khối lượng lớn kiên nhẫn, sự phản xạ của một thiếu niên, và sự may mắn cần thiết,", chiến dịch bị xem "quá ràng buộc làm dập tắt niềm say mê của các fan hâm mộ chiến lược". IGN phàn nàn "các màn chơi mất quá nhiều thời gian chờ để nạp dữ liệu..."
Về phần Thủy chiến được xem xét kỹ lưỡng và được giới phê bình đánh giá khá tốt. GameSpy thích thú, nói rằng "Game đặt một động tác bổ nhào quay tròn mới trong động tác chiến đấu của hải quân... khi tất cả mọi thứ đi đúng với chuyển động của tàu... và tạo thành một vụ nổ". Mặt khác, IGN nghĩ rằng phần Thủy chiến đã không làm thực hiện tới nơi tới chốn, và viết "Một trong những tính năng trông khá hay là Thủy chiến và một số khía cạnh khác... Thật không may đó là một trường hợp khác thực hiện chưa được hoàn chỉnh. Pro- G đồng ý, và đã không tận hưởng về mặt hải quân của game ở tất cả, than phiền rằng "... nó thường gần như không thể tới được vũng cạn và đậu trên đất khô", và "nhiều tàu thuyền trong hạm đội của bạn... những thứ phức tạp hơn, với khả năng tìm kiếm đường của AI dường như không thể di chuyển xung quanh tàu thuyền khác trong bất cứ điều gì, như mở một hướng khác để chạy thoát chằng hạn".
Chế độ anh hùng được một số người khen ngợi và bị một số khác đánh giá thấp. Games Radar ý kiến, "... thật tuyệt khi hạ gục binh sĩ của đối phương trong góc nhìn thứ nhất...", trong khi Pro-G khá ấn tượng " Chế độ Anh hùng là một ý tưởng tốt nhưng cách thể hiện tồi tệ". IGN cho rằng "việc thiếu tính cách, di chuyển chiến đấu đặc biệt, và các yếu tố thú vị của một game hành động góc nhìn thứ nhất tập trung vào chế độ anh hùng khiến chế độ thực sự buồn chán ". GameSpot tha thứ nhiều hơn, họ nghĩ rằng "Ở một phần nhỏ, lệnh anh hùng là một tính năng đẹp cho phép bạn trút nỗi tức giận bằng cách chặt và chém liên miên. Nhưng để đạt được các cấp độ và xuyên suốt trò chơi thì nó có thể sự gây bực mình..." GameSpy có ý kiến hỗn hợp, họ nói rằng "Anh hùng... một thú vị thực sự, là một phần của trò chơi cũng như là một yếu tố chiến lược quan trọng của người chơi". Nhưng sau đó chuyển sang cái nhìn tiêu cực hơn: "Một khi người chơi vượt qua các chấn động hưng phấn thông qua lăn xả hàng ngũ quân đội đối phương... họ sẽ nhận ra rằng những khoảnh khắc như vậy là khá ít và xa cách". Cuối cùng, họ nói rằng " điều khiển anh hùng xem chừng dễ gây ra sự chóng mặt, và phát hiện va chạm của game dưới góc nhìn thứ ba theo kiểu nửa nạc nửa mỡ".
Nhìn chung, toàn bộ ý kiến, quan điểm của giới phê bình được tổng kết bởi Pro-G: "Một ngày nào đó một ai đó sẽ kết hợp thể loại RTS với những thể loại khác và thực hiện tốt; Rise & Fall không phải game như vậy. Các yếu tố cơ bản RTS là âm thanh, nhưng chế độ anh hùng gần như khủng khiếp, điều khiển thuyền thực sự là một cơn ác mộng, và chiến dịch quá buồn chán... Hiện có rất nhiều game khác cung cấp một toàn diện tốt hơn những kinh nghiệm của RTS, chẳng lý do gì để bận tâm với những nỗ lực của Midway. Một số lời khen ngợi dành cho những cố gắng nhỏ nhoi khác biệt, nhưng Rise & Fall thực sự mang lại một số ý tưởng hay nhưng chưa thể khai thác hết của các tiềm năng vốn có".

### Giải thưởng và phổ biến
Rise and Fall đã nhận được hai giải thưởng đáng chú ý, và đạt được doanh số cao tại Vương quốc Anh. Đồng thời là người chiến thắng trong "E3 2005: Best of Show", tổ chức bởi Wargamer. Họ bị ấn tượng với game, và khen ngợi sự đổi mới của game "trò chơi chiến lược thời gian thực chỉ đơn giản là cuộc chiến tranh giữa một đội quân lạnh lùng và tẻ nhạt. Chắc chắn sẽ rất tốt khi đặt hàng tá đơn vị trên màn hình game và xem chúng chạy lẫn vào nhau, nhưng loại game này thì có quá nhiều và thường thì các game này pha trộn với nhau bởi vì họ thiếu tính cách. Stainless Steel Studios dường như đã giải quyết vấn đề này trong Rise & Fall, một trò chơi chiến lược lịch sử mới của họ, cho phép người chơi không chỉ kiểm soát tổng thể quân đội trong chiến tranh, mà còn nhảy sang những chiếc giày của những người anh hùng". Một số giải thưởng khác do Rise and Fall giành được nằm trong thể loại "Chiến lược" tại Giải thưởng Trò Chơi Điện Tử Viện Hàn Lâm Anh Quốc. Theo Hiệp hội Các nhà xuất bản phần mềm giải trí (ELSPA), Rise and Fall đã trở thành một trong những game bán chạy nhất ở Vương quốc Anh ngay sau khi phát hành, và nó vẫn còn giữ ngôi vị top mười trong hai tháng.